# Kabinetten-Renner
Oostenrijk kende tussen 1918 en 1945 vier kabinetten-Renner.

## Kabinet-Renner I(Regierung Renner I)(30 oktober 1918 - 3 maart 1919)

### Korte chronologie
- 21 oktober 1918: Vorming van een Voorlopige Nationale Vergadering van "Duits-Oostenrijk" (dat wil zeggen een vertegenwoordigend lichaam voor de Duitstalige inwoners van Cisleithanië - het Oostenrijkse deel van de Donaumonarchie), samengesteld uit leden van de Sociaaldemocratische Partij van Oostenrijk (SDAPÖ), de Christelijk-Sociale Partij (CSP) en burgerlijke en nationalistische (Deutschnationale Partei) partijen. Prominent lid van de Nationale Vergadering van Duits-Oostenrijk is Karl Renner (SDAPÖ).
- 30 oktober 1918: Minister-President Heinrich Lammasch biedt het ontslag van zijn kabinet bij keizer Karel I van Oostenrijk aan. Het kabinet-Lammasch blijft als demissionair-kabinet aan. Tegelijkertijd wordt door de Voorlopige Nationale Vergadering een Staatsraad (dat wil zeggen voorlopige regering voor Duits-Oostenrijk) gekozen. Het wordt een coalitie van de SDAPÖ, de CSP en de Deutschnationale Partei onder voorzitterschap van Karl Renner (SDAPÖ) die de titel "Staatskanselier" krijgt. De ministers krijgen de titel van "staatssecretaris."
- 9 november: Wapenstilstand tussen Italië en Oostenrijk-Hongarije.
- 11 november: Keizer Karel I doet afstand van zijn aandeel in de regering. De Staatsraad wordt omgevormd tot kabinet met Renner als staatskanselier. Staatssecretaris (d.i. minister) van Buitenlandse Zaken, Friedrich Adler (SDAPÖ), overlijdt. Hij wordt opgevolgd door Otto Bauer (SDAPÖ), een aanhanger van Anschluss (aansluiting) van Duits-Oostenrijk bij Duitsland.
- 12 november: De Bondsrepubliek Duits-Oostenrijk wordt uitgeroepen.
- Februari 1919: Staatssecretaris (d.i. minister) van Buitenlandse Zaken werkt aan een samengaan (Anschluss) met Duitsland.
- 3 maart: Terugtreden kabinet-Renner I (SDAPÖ/CS/DnP/onafhankelijken), aantreden kabinet-Renner II (SDAPÖ/CS/onafhankelijken).
- April: Tijdens de vredesonderhandelingen van Saint-Germain verbieden de Entente mogendheden (de overwinnaars) een Anschluss tussen Oostenrijk en Duitsland. Naamswijziging Bondsrepubliek Duits-Oostenrijk in Bondsrepubliek Oostenrijk.

### Leden
- Karl Renner (SDAPÖ) - Staatskanselier
- Viktor Adler (SDAPÖ) - Staatssecretaris van Buitenlandse Zaken
- Josef Mayer (DnP) - Staatssecretaris van Defensie
- Heinrich Mataja (CS) - Staatssecretaris van Binnenlandse Zaken
- Raphael Pacher (DnP) - Staatssecretaris van Onderwijs
- Julius Roller (DnP) - Staatssecretaris van Justitie
- Otto Steinwender (DnP) - Staatssecretaris van Financiën
- Josef Stöckler (CS) - Staatssecretaris van Landbouw
- Karl Urban (DnP) - Staatssecretaris van Bedrijven, Industrie en Handel
- Johann Zeredik (CS) - Staatssecretaris van Openbare Werken
- Karl Jukel (CS) - Staatssecretaris van Verkeer
- Johann Löwenfeld-Russ (onafhankelijk) - Staatssecretaris voor Volksbenadering
- Ferdinand Hanusch (SDAPÖ) - Staatssecretaris van Sociale Zaken
- Ignaz Kaup (onafhankelijk) - Staatssecretaris van Volksgezondheid

Wijzigingen
- 11 november 1918: Otto Bauer volgt Adler (†) op als staatssecretaris van Buitenlandse Zaken.

## Kabinet-Renner II(Regierung Renner II)(15 maart - 17 oktober 1919)
- Karl Renner (SDAPÖ) - Staatskanselier, staatssecretaris van Binnenlandse Zaken en Onderwijs
- Jodok Fink (CS) - Vicekanselier
- Richard Bratusch (onafhankelijk) - Staatssecretaris van Justitie
- Josef Schumpeter (onafhankelijk) - Staatssecretaris van Financiën
- Josef Stöckler (CS) - Staatssecretaris van Land- en Bosbouw
- Josef Zeredik (CS) - Staatssecretaris van Bedrijven, Industrie en Handel
- Ferdinand Hanusch (SDAPÖ) - Staatssecretaris van Sociale Zekerheid
- Otto Bauer (SDAPÖ) - Staatssecretaris van Buitenlandse Zaken
- Julius Deutsch (SDAPÖ) - Staatssecretaris van Defensie
- Johann Löwenfeld-Russ (onafhankelijk) - Staatssecretaris van Volksbenadering
- Ludwig Paul (SDAPÖ) - Staatssecretaris van Verkeer

Wijzigingen
- 9 mei 1919: Matthias Eldersch (SDAPÖ) volgt Renner (SDAPÖ) op als staatssecretaris van Binnenlandse Zaken en Onderwijs.
- 26 juli 1919: Karl Renner (SDAPÖ) volgt Bauer (SDAPÖ) op als staatssecretaris van Buitenlandse Zaken

## Kabinet-Renner III(Regierung Renner III)(17 oktober 1919 - 11 juni 1920)
- Karl Renner (SDAPÖ) - Staatskanselier en staatssecretaris van Buitenlandse Zaken
- Jodok Fink (CS) - Vicekanselier
- Matthias Eldersch (SDAPÖ) - Staatssecretaris van Binnenlandse Zaken en Onderwijs
- Rudolf Ramek (CS) - Staatssecretaris van Justitie
- Richard Reisch (onafhankelijk) - Staatssecretaris van Financiën
- Josef Stöckler (CS) - Staatssecretaris van Land- en Bosbouw
- Johann Zeredik (CS) - Staatssecretaris van Bedrijven, Industrie en Handel
- Ferdinand Hanusch (SDAPÖ) - Staatssecretaris van Sociale Zekerheid
- Julius Deutsch (SDAPÖ) - Staatssecretaris van Defensie
- Johann Löwenfeld-Russ (SDAPÖ) - Staatssecretaris van Volksbenadering
- Ludwig Paul (onafhankelijk) - Staatssecretaris van Verkeer

Wijzigingen
- 24 juni 1920: Matthias Eldersch (SDAPÖ) volgt Ramek (CS) op als staatssecretaris van Justitie. Karl Renner (SDAPÖ) volgt Stöckler (CS) op als staatssecretaris van Land- en Bosbouw.
- 1 juli 1920: Ferdiand Hanusch (SDAPÖ) volgt Paul (onafhankelijk) op als staatssecretaris van Verkeer.

## Voorlopige Staatsregering/Kabinet-Renner IV(Provisorische Staatsregierung Renner IV)(27 april - 20 december 1945)
De Voorlopige Staatsregering werd op 27 april 1945 gevormd door Karl Renner. De Voorlopige Staatsregering stond onder bescherming van het Rode Leger en had aanvankelijk alleen zeggenschap in het door het Rode Leger bezette deel van Oostenrijk. Later werd de Voorlopige Staatsregering in alle bezettingszones erkend.
- Karl Renner (SPÖ) - Staatskanselier
- Leopold Figler (ÖVP) - Staatssecretaris van de Staatskanselarij (zonder Portefeuille)
- Johann Koplenig (KPÖ) - Staatssecretaris van de Staatskanselarij (zonder Portefeuille)
- Adolf Schärf (SPÖ) - Staatssecretaris van de Staatskanselarij (zonder Portefeuille)
- Franz Honner (KPÖ) - Staatssecretaris van Binnenlandse Zaken
- Josef Gerö (ÖVP) - Staatssecretaris van Justitie
- Ernst Fischer (KPÖ) - Staatssecretaris van Onderwijs, Cultuur en Godsdienst
- Johann Böhm (SPÖ) - Staatssecretaris van Sociale Zekerheid
- Rudolf Büchinger (onafhankelijk) - Staatssecretaris van Land- en Bosbouw
- Eduard Heindl (ÖVP) - Staatssecretaris van Industrie, Bedrijven, Handel en Verkeer
- Andreas Korp (KPÖ) - Staatssecretaris voor Volksbenadering
- Julius Raab (ÖVP) - Staatssecretaris van Openbare Werken

Wijzigingen
- 4 mei 1945: Heinrich Herglotz (onafhankelijk) wordt aan de regering toegevoegd als staatssecretaris van de Staatskanselarij (zonder Portefeuille).
- 26 september 1945: Josef Kraus (onafhankelijk) volgt Büchinger (onafhankelijk) op als staatssecretaris van Land- en Bosbouw. Vinzenz Schumy (onafhankelijk) wordt aan de regering toegevoegd als staatssecretaris van Vermogensbescherming en Economische Planning.